# Holoterpna segnis
Holoterpna segnis là một loài bướm đêm trong họ Geometridae.